# Osborn (Maine)
Osborn es un pueblo ubicado en el condado de Hancock en el estado estadounidense de Maine. En el Censo de 2010 tenía una población de 67 habitantes y una densidad poblacional de 0,68 personas por km².

## Geografía
Osborn se encuentra ubicado en las coordenadas 44°47′46″N 68°14′41″O / 44.79611, -68.24472. Según la Oficina del Censo de los Estados Unidos, Osborn tiene una superficie total de 98.53 km², de la cual 91.17 km² corresponden a tierra firme y (7.47%) 7.36 km² es agua.

## Demografía
Según el censo de 2010, había 67 personas residiendo en Osborn. La densidad de población era de 0,68 hab./km². De los 67 habitantes, Osborn estaba compuesto por el 95.52% blancos, el 0% eran afroamericanos, el 0% eran amerindios, el 0% eran asiáticos, el 0% eran isleños del Pacífico, el 0% eran de otras razas y el 4.48% pertenecían a dos o más razas. Del total de la población el 0% eran hispanos o latinos de cualquier raza.